# Aryen d'honneur

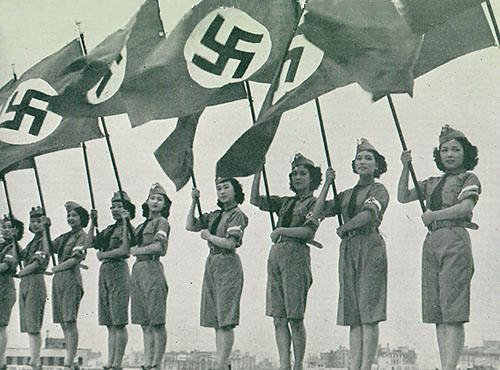
Des jeunes Japonaises montent un spectacle pour les jeunesses hitlériennes en 1938.

Aryen d'honneur (ou honoraire) (en allemand : Ehrenarier) est une expression du langage courant, sans existence officielle, employée dans l'Allemagne nazie pour désigner des Mischlinge (c'est-à-dire des personnes ayant une ascendance juive) qui, en raison de leur position ou de leur mérite au sein du Troisième Reich, étaient considérés comme aryens. Ils étaient ainsi épargnés des discriminations antisémites prévues dans les lois de Nuremberg.
L'expression a également existé dans plusieurs pays sous domination nazie pendant la Seconde Guerre mondiale, notamment la Yougoslavie et la France.

## Histoire
Les « Aryens d'honneur » n'avaient pas besoin de dérogation pour obtenir une amélioration de leur statut. 
Pendant l'occupation allemande de la Yougoslavie, Ante Pavelić, chef de l'État indépendant de Croatie, crée dans son pays un statut d'Aryen d'honneur dont bénéficient diverses personnalités bien vues par son régime (parmi lesquels sa propre épouse).
Dans le protectorat de Bohême-Moravie, le gouvernement avait prévu en 1939 dans son projet sur le statut juridique des Juifs d’exempter des Juifs de certaines restrictions en raison de mérites individuels et de les déclarer « Aryens d'honneur ». Cependant, le protecteur du Reich Konstantin von Neurath refusa cette proposition.

## Personnes à qui le qualificatif a été attribué

### Allemagne
Ce qualificatif a été attribué à :
- Max von Oppenheim, archéologue, mécène[4] ;
- Otto Heinrich Warburg, biochimiste, prix Nobel 1931[5] ;
- Henry Chaoul, chef de l'Institut de radiologie de Berlin[réf. nécessaire] ;
- Emil Maurice, proche de Hitler ;
- Helmut Wilberg, aviateur pendant la Première Guerre mondiale et plus tard commandant de l'état-major spécial « W » (légion Condor) ;
- Erhard Milch, général de la Luftwaffe.

### France
Dans la France occupée, l'expression ne figure pas explicitement dans le statut des Juifs mais il se peut qu'elle ait été appliquée aux bénéficiaires de l'article 8[réf. nécessaire], qui prévoyait que « par décret individuel pris en Conseil d'État et dûment motivé, les juifs qui, dans les domaines littéraire, scientifique, artistique, ont rendu des services exceptionnels à l'État français, pourront être relevés des interdictions prévues par la présente loi. Ces décrets et les motifs qui les justifient seront publiés au Journal officiel » voire à des personnes juives ayant bénéficié d'une application souple de ce statut.
Le philosophe Henri Bergson fit l'objet de multiples interventions pour être dispensé du recensement qui allait conduire les Juifs à porter l'étoile jaune. Malgré cela, il se présenta au commissariat de police pour se faire enregistrer. Le qualificatif lui est quelquefois appliqué.
Le philosophe Vladimir Jankélévitch l'a refusé.
L'historien Pascal Ory a qualifié d'« Aryen d'honneur », en utilisant des guillemets, Joseph Joanovici, dit « Joano le Ferrailleur », qui amassa une immense fortune en revendant les biens confisqués aux Juifs.
Lisette de Brinon aurait également été qualifiée ainsi.
L'entrepreneur de travaux publics Georges Haymann a reçu des Allemands un laissez-passer en 1940 qui indique : « Les papiers de Haymann, Georges, Marius ont été examinés par la Kommandantur. Il n'est pas soldat et peut vaquer à sa profession civile. Sa voiture Peugeot porte le no 24247 - L.P. 2 ». Afin de le garder, les Allemands lui donnent le titre d'« Aryen d'honneur » en exigeant de lui qu'il reste à Nevers afin de travailler à la reconstruction des ponts et passerelles bombardés sur la Loire. En 1942, Haymann abandonne ce statut pour entrer dans la clandestinité.